# 1998年法国网球公开赛
1998年法國網球公開賽是第97屆法國網球公開賽，是年度第二項大滿貫賽事。於1998年5月25日至6月8日在罗兰·加洛斯球场舉行。

## 冠军
单打列出冠亚军以及决赛比分，双打列出冠军组合。

### 男子单打
主条目：1998年法國網球公開賽男子單打比賽
卡洛斯·莫亞（西班牙）6-3, 7-5, 6-3 亚历克斯·科雷查（西班牙）

### 女子单打
主条目：1998年法國網球公開賽女子單打比賽
阿蘭查·桑切斯·維卡里奧（西班牙）7-65, 0-6, 6-2 莫妮卡·莎莉絲（美国）

### 男子双打
主条目：1998年法國網球公開賽男子雙打比賽
雅克·艾里廷（荷兰）/保羅·哈休斯（荷兰）

### 女子双打
主条目：1998年法國網球公開賽女子雙打比賽
玛蒂娜·辛吉斯（瑞士）/雅娜·诺沃特娜（捷克）

### 混合双打
主条目：1998年法國網球公開賽混合雙打比賽
大威廉姆斯（美国）/賈斯汀·吉梅爾斯托布（美国）

## 外部連結
- 官方網站

| 前任： 1997年法国网球公开赛     | 法国网球公开赛 1998年 | 繼任： 1999年法国网球公开赛     |
| 前任： 1998年澳大利亚网球公开赛 | 网球大满贯 1998年     | 繼任： 1998年温布尔登网球锦标赛 |